# 臺北市中山區中山國民小學
臺北市中山區中山國民小學（簡稱中山國小）是臺北市中山區的一所市立國民小學，學校源自1934年設立的「宮前公學校」。校內的部分校舍從日治時期興建留存至今，在2019年被登錄為臺北市歷史建築。

## 校史
由於臺北市的台灣人學童人口逐年增加，臺北市公學校兒童保護者聯合總會於臺灣日治時期1934年初即向臺北州、臺北市當局建議在宮前町新設公學校（主要由臺人學童就讀）。臺北市教育課在提出16萬圓的預算，並經臺北市協議會審議後，在1934年3月底經臺北州知事野口敏治許可設立，並命名為「宮前公學校」，預計將學校設在宮前町357番地。在校舍完工前，學生暫時寄讀於太平、日新、大橋、蓬萊、永樂公學校，校長由日新公學校長三屋大壽兼任，校舍則在之後改規劃興建於宮前町240番地。宮前公學校的校舍在同年10月由清水組承包興建，10月16日舉行地鎮祭，校舍總建坪392坪，為紅磚造的兩層樓建築物，工程費用71,500圓，並在1935年3月落成。1941年4月1日，學校配合國民學校令實施而改制為「宮前國民學校」，當時的地址為臺北市宮前町435番地。
二戰後，學校在1945年11月1日改為「中山國民學校」。1962年3月，開辦啟智班，為臺北市教育之創舉。1968年，學校因配合九年國民義務教育實施，更名為臺北市中山區「中山國民小學」。

## 組織架構
臺北市中山區中山國民小學：核定總班級數80班〈包括普通班56班、特殊班15班、體育班2班、附設補習學校7班、幼兒園7班〉，教師預算員額數150人，職員工人數31人(含校長、職員、運動教練、約聘僱人員、校警、職工、幼兒園主任、教保員及廚工)，下設 3 處 3 室 1 園，預算員額181人。
本校各單位執掌(預算員額數)如下：
- 校長室(1人)：綜理全校業務。

- 教務處(預算員額數：6人、99人)：辦理教務工作、課程計畫、教師教學及職務、學生學籍及成績、入學及轉學、閱讀推廣、教學設備及圖書管理、資訊教育推展、校園資訊、網路規畫及其有關業務。

- 學務處(預算員額數：8人)：辦理學生事務、學生輔導與管教、校園安全、反毒反霸凌宣導及防治、人權法治教育、生活教育及品德教育、衛生保健及其有關業務。

- 總務處(預算員額數：9人)：辦理負責校園工程及相關庶務、校舍及財產管理、環境綠美化、公文及檔案管理、業務相關款項收支出納、校園修繕、校園防災整備及其有關業務。

- 輔導室(預算員額數：9人、25人)：辦理學生學習及生涯發展輔導、學生個案諮商與輔導、親職教育、生命教育、特殊教育、家庭暴力防治及性別平等教育、社福及心理衛生資源整合、提供輔導諮詢服務及其有關業務。

- 會計室(預算員額數：2人)：辦理歲計、會計等業務。

- 人事室(預算員額數：3人)：辦理人事任免陞遷、考核獎懲、退休撫卹、薪資福利等管理業務。

- 幼兒園(預算員額數：6人、13人)：辦理幼兒課程計畫、教師教學、行政職務督導、入學及轉學及其有關業務。[8]

## 校內建築

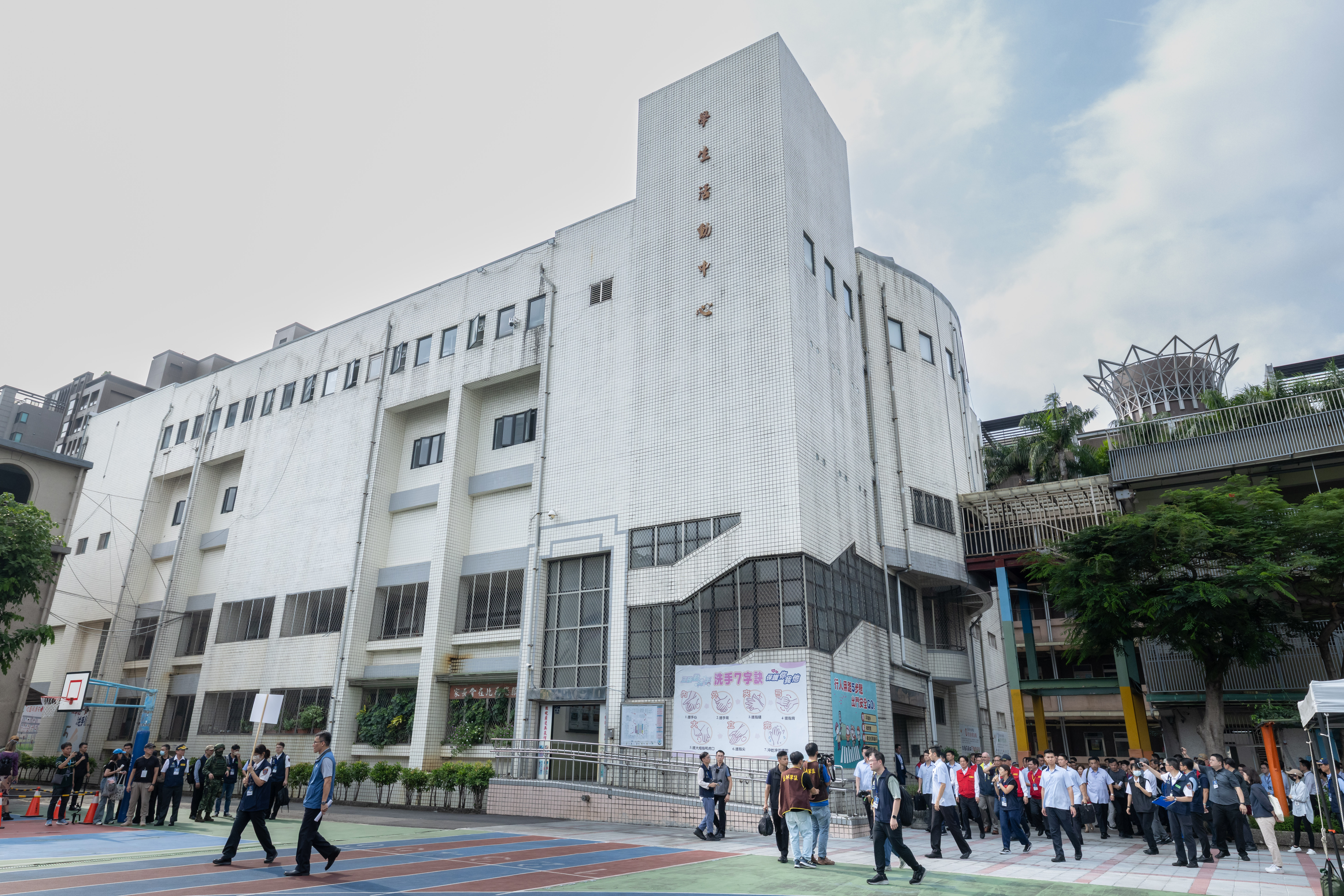
學生活動中心

中山國小的大智樓、大仁樓、大勇樓平面配置呈「ㄩ」字型，主入口面向南側。中央的大智樓為日治時期所建，大仁樓及大勇樓則為戰後初期興建，但其仍延續原有的空間特色，具有圓拱長廊，並見證了臺北地區學童初等教育及地方發展歷史之意義，因此在2019年1月被登錄為臺北市歷史建築。

## 鄰近周邊
- 台北捷運 中和新蘆線（ 新莊線）中山國小站

## 外部連結
- 臺北市中山區中山國民小學 （页面存档备份，存于）
- 中山國民小學 (原宮前公學校)--文化部文化資產局 （页面存档备份，存于）